# Est du Rondônia

Étendue de la région est du Rondônia.

L'est du Rondônia est l'une des 2 mésorégions de l'État du Rondônia, au Brésil. Elle regroupe 42 municipalités groupées en 6 microrégions.

## Données
La région compte 993 054 habitants pour 129 600 km².

## Microrégions
La mésorégion est du Rondônia est subdivisée en 6 microrégions:
- Alvorada d'Oeste
- Ariquemes
- Cacoal
- Colorado do Oeste
- Ji-Paraná
- Vilhena